# Federação Helênica de Futebol
A Federação Helênica de Futebol (em grego: Ελληνική Ποδοσφαιρική Ομοσπονδία, transl. Ellinikí Podosfairikí Omospondía, EPO) é o órgão que dirige e controla o futebol da Grécia, comandando as competições nacionais e a Seleção Grega de Futebol. A sede deste órgão está localizada em Atenas.